# Oropendolor
Oropendolor (Psarocolius) är ett släkte i familjen trupialer inom ordningen tättingar. Släktet omfattar nio till elva arter som förekommer i Central- och Sydamerika från Mexiko till norra Argentina:
- Rostryggig oropendola (P. angustifrons)
  - "Grönnäbbad oropendola" (Psarocolius [a.] oleagineus) – urskiljs som egen art av BirdLife International
- Inkaoropendola (P. atrovirens)
- Grön oropendola (P. viridis)
- Tofsoropendola (P. decumanus)
- Brunhuvad oropendola (P. wagleri)
- Montezumaoropendola (P. montezuma)
- Svart oropendola (P. guatimozinus)
- Baudóoropendola (P. cassini)
- Olivoropendola (P. bifasciatus)